# 十萬人遊行 (1968年)
十万人大游行是1968年6月26日发生在里约热内卢的民众抗议巴西军政府军事独裁统治的一场示威运动，由学生组织，并且有其他的艺术家和社会各阶层参与。是六八运动的一部分。

## 前奏
肆意逮捕抗议者是军政府这段时间一系列镇压行为的最好概述，这是因为学生们对1964年对巴西的军政府的独裁统治的抗议活动日益增多。1968年3月底，军政府的警察对抗议活动的镇压达到了顶峰，包括突袭了大学餐厅 "Calabouço"，当时，学生抗议者们在那里抗议饭菜价格涨价。在这次突袭中，其杀死了18岁的学生Edson Luís de Lima Souto，死亡原因系他的胸部中弹。
这一事情很快便传遍了全国，引爆了人们的怒火。在这名学生遇刺之后，在里约热内卢的各个地方发生了学生与警察的对抗的事件。在接下来的日子里，市中心的抗议活动接踵而至，然而却都被军政府暴力镇压，最终在坎德拉里亚教堂的群众活动中（4月2日），前来镇压的骑兵袭击了学生、牧师和记者。
1968年6月初，学生们开始组织越来越多的公共示威活动以抗议独裁统治。3月18日，学生们在文化宫发起游行，游行结束后，学生领袖Jean Marc van der Weid被捕。
第二天，学生们在里约热内卢大学举行会议，并最终决定组织抗议活动，要求释放让和其他被捕学生。但结果是在集会结束时，又有300名学生遭到逮捕。
三天后，在美国大使馆前举行的学生示威引发了一场警民冲突，最后造成28人死亡，数百人受伤，一千名囚犯和15辆警车在示威之中被烧毁。那一天被称为 "血腥星期五"。
考虑到这一事件造成的负面影响，军政府最终允许学生们在6月26日举行学生示威。据Louis France将军说，1万名警察已在示威现场并准备好在必要时采取行动。

## 十万人大游行
一大早，参加游行的人已经走上了里约热内卢市中心附近的街道。游行于14:00开始，大约有5万人参加游行。一小时后，这个数字又翻了一番。除了学生，还有艺术家、知识分子、政治家和其他阶层也参加了游行，使其成为巴西共和国历史上最大和最重要的示威活动之一。
在经过坎德拉里亚教堂前时，游行队伍停下来并听了学生领袖Vladimir Pereira的演讲，他缅怀了埃德森-路易斯的死亡，并要求结束军事独裁统治。
在一个巨大的乐队走在前面带领着整个示威的队伍，人们举着牌，上面写着"打倒独裁政权“。最后，游行持续了三个小时，并在立法机构前结束，没有与警察爆发冲突，而警察则在整个游行过程中一直跟随着示威人群。

## 结果
游行结束后，时任总统Costa e Silva安排了一次与民间社会领导人的会面--其中包括Franklin Martins和José Dirceu， 随后，总统被要求释放被监禁的学生，结束审查制度和恢复民主自由。这些要求都没有被接受。最终又爆发了另一场游行，约有5万人参加了游行。
之后，在其他州，学生的抗议活动的组织越加频繁，如在戈亚斯州，警察向四名学生开枪。但是，随着反对军政府的独裁统治的示威活动的增加，军政府在全国范围内的镇压行动也在增加。
- 8月2日，Vladimir Palmeira被逮捕。不久之后，又有650名学生入狱。

- 8月4日，300名学生在圣保罗被逮捕。

- 8月21日，国会否决了给予被监禁的学生和工人大赦的法案。

- 10月12日，400多名学生在圣保罗举行的UNE（全国学生联盟）秘密大会期间被逮捕.